# عاطف شكري
عاطف شكري (1960 -) هو مخرج وممثل مصري.

## حياته ونشأته
عاطف محمد شكري من مواليد الإسكندرية سنة 1960، درس بكلية التجارة جامعة الإسكندرية لعام واحد، قبل أن يقرر السفر إلى القاهرة للدراسة في المعهد العالي للسينما عام 1980، وتخرج عام 1984.
بدأ العمل السينمائي مساعد مخرج في فيلم خادمة ولكن عام 1990، يعمل مساعداً مخرجاً حتى عام 2004، وكان أول أعمالها المستقلة فيلم قشطه يابا عام 2005.

## أعماله

### إخراج
الشهيد
2020 - فيلم
مخرج
الفندق
2017 - فيلم
مخرج
شبر ونص
2004 - فيلم
مخرج مساعد
قشطة يابا
2004 - فيلم
مخرج
بين شطين ومية / تحت الريح
2003 - مسلسل
مخرج منفذ
ديل السمكة
2003 - فيلم
مخرج مساعد
خريف آدم
2002 - فيلم
مخرج مساعد
الشرف
2000 - فيلم
مخرج مساعد
أوان الورد
2000 - مسلسل
مخرج مساعد
فتاة من إسرائيل
1999 - فيلم
مخرج مساعد
صياد
1997 - سهرة تليفزيونية
مخرج منفذ
عتبة الستات
1995 - فيلم
مخرج
الناجون من النار
1994 - فيلم
مخرج مساعد
سوق النساء
1994 - فيلم
مخرج مساعد
تووت تووت
1993 - فيلم
مخرج مساعد
خادمة ولكن
1993 - فيلم
مخرج مساعد
الهجامة
1992 - فيلم
مساعد مخرج ثان
شفاه غليظة
1992 - فيلم
مساعد مخرج ثان
عيون الصقر
1992 - فيلم
مساعد مخرج
أبو كرتونة
1991 - فيلم
مساعد مخرج ثان
الصرخة
1991 - فيلم
مخرج
المخطوفة
1991 - فيلم
سكريبت
المزاج
1991 - فيلم
مخرج مساعد
المساطيل
1991 - فيلم
سكربت
شاويش نص الليل
1991 - فيلم
مساعد مخرج ثان
العذراء والعقرب
1990 - فيلم
سكريبت
قضية سميحة بدران
1990 - فيلم
مساعد مخرج ثان
حارة برجوان
1989 - فيلم
مساعد مخرج ثان
عريس في اليانصيب
1989 - فيلم
مساعد مخرج ثان
يا عزيزي كلنا لصوص
1989 - فيلم
سكريبت
أصدقاء الشيطان
1988 - فيلم
مساعد مخرج ثان
التحدي
1988 - فيلم
سكريبت
صرخة ندم
1988 - فيلم
سكريبت
ليلة القبض على بكيزة وزغلول
1988 - فيلم
مساعد مخرج ثان
البيه البواب
1987 - فيلم
ملاحظ السيناريو
الضائعة
1986 - فيلم
مساعد مخرج ثان
دقة زار
1986 - فيلم
مساعد مخرج ثان
نأسف لهذا الخطأ
1986 - فيلم
سكريبت
الحكم آخر الجلسة
1985 - فيلم
سكريبت
الرجل الذي عطس
1985 - فيلم
مخرج مساعد
أيام في الحلال
1985 - فيلم
مخرج تحت التدريب
خلي بالك من عقلك
1985 - فيلم
كلاكيت
الهلفوت
1984 - فيلم
مساعد مخرج ثان
السادة المرتشون
1983 - فيلم
مخرج تحت التدريب

### تمثيل
لعبة الإنتقام
1992 - فيلم
أبو كرتونة
1991 - فيلم
بيت القاصرات
1984 - فيلم
قلوب عطشى
0 - مسلسل

### تأليف
الشهيد
2020 - فيلم
مؤلف

### انتاج
الفندق
2017 - فيلم
منتج